# 麺食

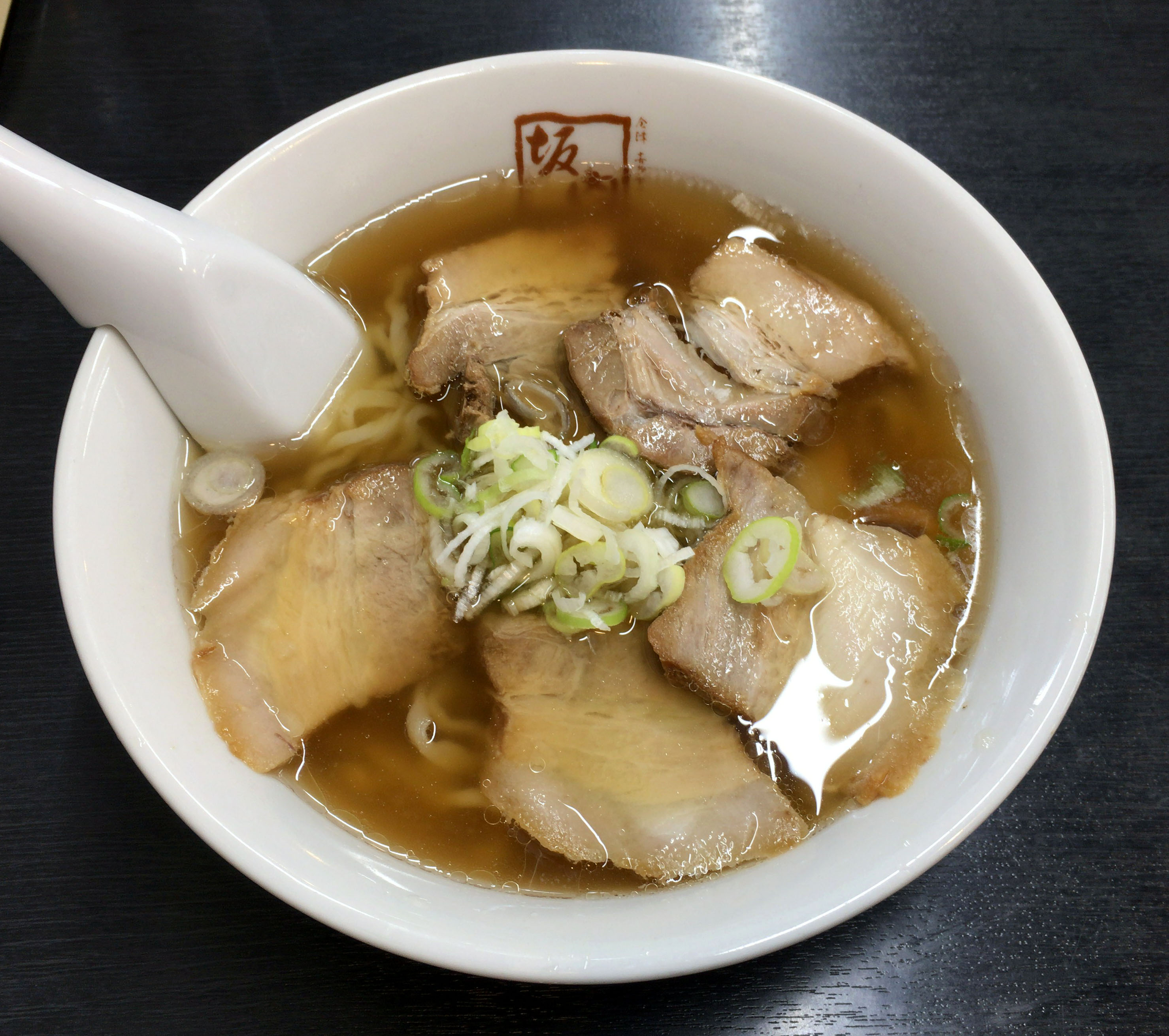
「喜多方ラーメン坂内」の喜多方ラーメン

株式会社麺食（めんしょく）は、東京都品川区に本社を置く、喜多方ラーメン店「喜多方ラーメン坂内（きたかたらーめんばんない）」のフランチャイズ事業を行う企業。
福島県喜多方市にある喜多方ラーメンの有名店「坂内食堂」からののれん分けの形で開業した。なお、「坂内食堂」を運営する株式会社坂内と、「喜多方ラーメン坂内」を運営する株式会社麺食は別の企業で、メニューもそれぞれ独自で異なるが、本家である「坂内食堂」3代目で現代表の坂内晶文が、逆に「喜多方ラーメン坂内」で修行するなど、現在も一定の人的交流はある。

## 概要
蕎麦職人であった創業者が、福島県喜多方市にある坂内食堂の創業者夫妻の協力により、東京都港区新橋に会津・喜多方ラーメンの店「くら」を開店。フランチャイズ事業を軸とした企業を設立するため、坂内食堂の店主を相談役に迎えて「株式会社麺食」を設立。屋号を「会津・喜多方ラーメン坂内」とした。
その後、「喜多方ラーメン坂内」「喜多方ラーメン小法師」「喜多方食堂」の3屋号でフランチャイズ展開していたが、現在はほぼ「喜多方ラーメン坂内」に一本化されている。
スープは豚骨から出汁をとるが、豚骨ラーメンとは違い透明なスープに仕上げている。麺は手揉みの「平打ち多加水麺」を使用。
その他、うどん・そば店、スペインバル、ベトナム料理店（2019年4月買収）を運営。
一般社団法人日本フランチャイズチェーン協会正会員。

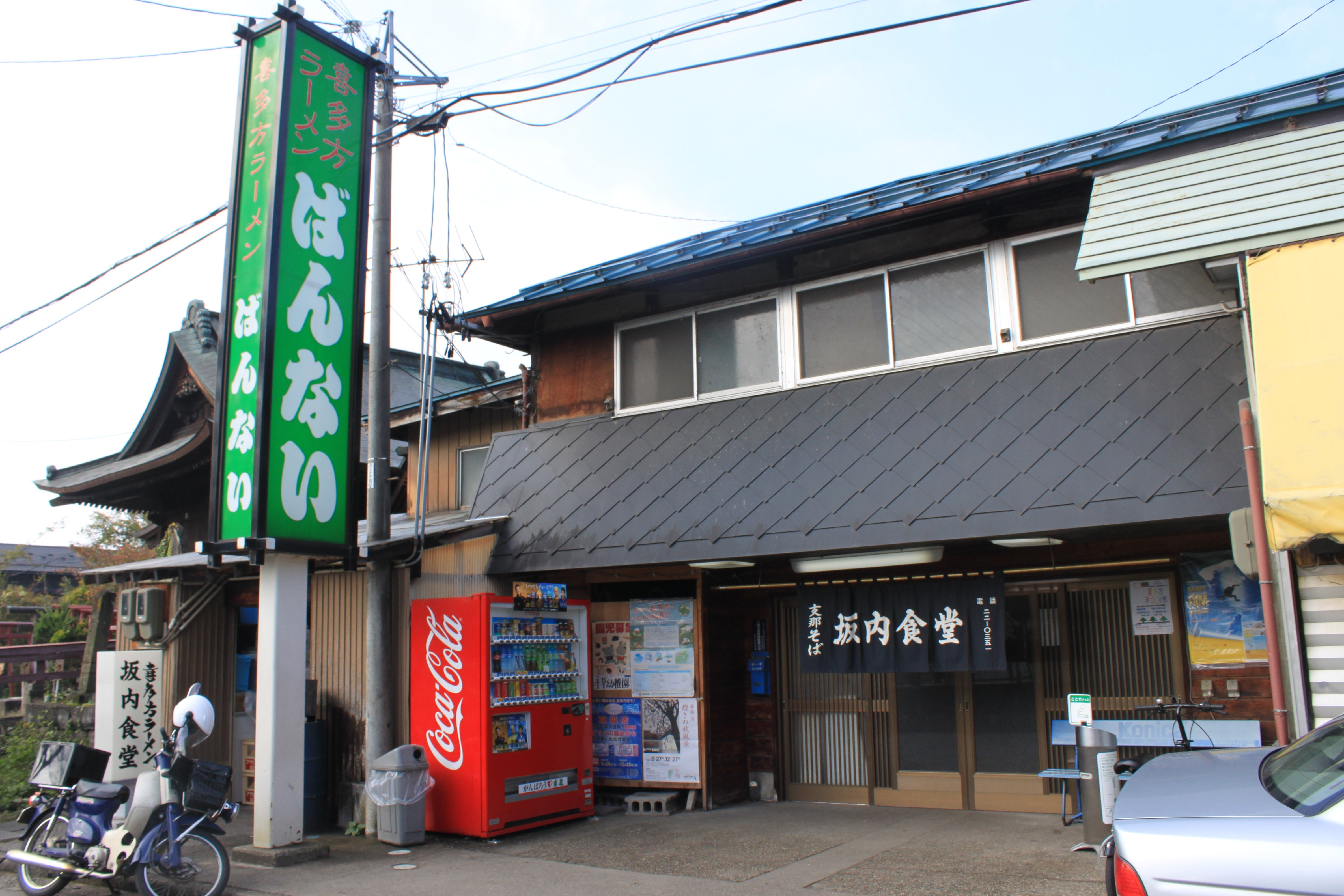
坂内食堂 （福島県喜多方市）

## 沿革
- 1987年4月 - 東京都港区新橋に、会津・喜多方ラーメンの店「くら」を開店（現「喜多方ラーメン坂内」内幸町ガード下店）。
- 1988年5月 - 株式会社麺食を東京都大田区蒲田にて設立。屋号を「会津・喜多方ラーメン坂内」とする。
- 1988年12月 - 「喜多方ラーメン坂内」1号店を長野県東御市に開店[7]。
- 1989年 - 本社を東京都大田区大森北に移転。
- 1992年 - 本社を東京都大田区大森本町に移転
- 1997年 - 本社を東京都大田区大森北に移転。
- 2022年 - 本社を東京都品川区東大井に移転。

## 店舗
2021年7月現在、首都圏に54店舗（うち東京都に31店舗）、東日本に4店舗、西日本に5店舗の日本国内計63店舗に加えて、米国に6店舗を展開。
一部の店舗では学割サービスを実施しており、学生証の提示で麺類がどれでも50円引きとなる。

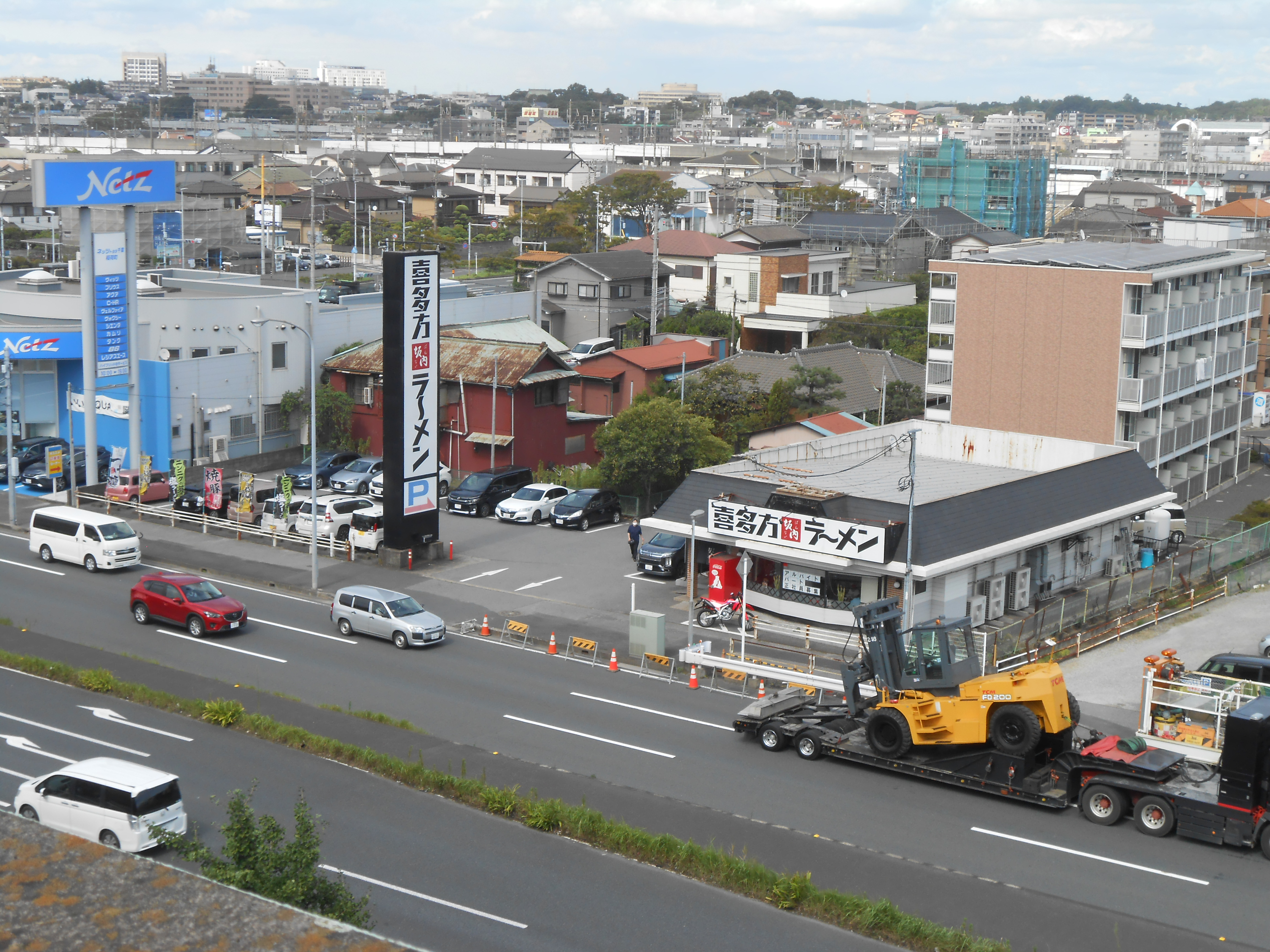
「喜多方ラーメン坂内」蘇我店 （千葉県千葉市中央区）